# Angelica Blechschmidt
Angelica Blechschmidt (* 25. September 1941 in Dresden; † 29. Juni 2018 in Potsdam) war eine deutsche Artdirektorin und Chefredakteurin der deutschen Ausgabe der Zeitschrift Vogue. 

## Leben
Angelica Blechschmidt wurde während des Zweiten Weltkriegs geboren. In der DDR schloss sie eine Artistenausbildung ab. Blechschmidt floh noch vor dem Mauerbau mit ihren Eltern aus der DDR nach Hamburg. Sie studierte an der Meisterschule für Mode in Hamburg und erhielt erste Aufträge als Grafikerin bei den Zeitschriften Constanze und Brigitte. 1980 kam sie als Grafikerin zur Vogue. Sie stieg dort schnell zur Artdirektorin und 1989 zur Chefredakteurin auf. Dort  konnte sie die Auflage auf knapp 140.000 Exemplare verdoppeln. Sie fotografierte und hatte in der Vogue die Kolumne Flash. Im Jahr 2002 holte sie Christiane Arp als ihre Stellvertreterin zur Vogue nach München und wurde 2003 von ihr abgelöst.  
Blechschmidt wohnte in ihrer Münchener Zeit in einer Wohnung im ehemaligen Schloss Weyhern und lebte danach in Potsdam.